# Эта Пегаса
Эта Пегаса (лат. η Pegasi), Мейтар /ˈmeɪtɑr/ — двойная звезда в созвездии Пегаса. Видимая звёздная величина равна +2,95, благодаря чему звезда является одной из наиболее ярких в созвездии Пегаса. Измерения годичного параллакса дали оценку расстояния 167 световых лет от Солнца.

## Название
η Пегаса — обозначение Байера для данной звезды.
Звезда имеет традиционное название Matar, полученное от арабского سعد المطر Al Saʽd al Maṭar, что означает счастливая звезда дождя. В 2016 году Международный астрономический союз организовал Рабочую группу по именованию звёзд (Working Group on Star Names, (WGSN)) для каталогизации и стандартизации собственных названий звёзд. Группа утвердила название для данной звезды 21 августа 2016 года, имя Matar занесено в Каталог МАС названий звёзд.
В китайском языке 離宮 (Lì Gōng), что означает дворец отдыха, относится к астеризму, состоящему из η Пегаса, λ Пегаса, μ Пегаса, ο Пегаса, τ Пегаса и ν Пегаса. Сама Эта Пегаса известна как 離宮四 (Lì Gōng sì), «четвёртая звезда дворца отдыха».

## Свойства
Система Эты Пегаса состоит из пары звёзд на орбите с периодом 813 дней и эксцентриситетом 0.183. Главный компонент является ярким гигантом и относится к спектральному классу G2 II, обладает массой, втрое превышающей солнечную. Полученный с помощью интерферометрии угловой диаметр звезды после внесения поправки за потемнение к краю составляет около 3.471 ± 0.027 мсд, что при известной оценке расстояния соответствует радиусу 24 радиуса Солнца. Светимость составляет 331 светимость Солнца при эффективной температуре внешних слоёв атмосферы 4970 K. Темп вращения звезды замедлился по мере её расширения, проекция скорости вращения составляет 1,7 км с−1, оценка периода вращения составляет 818 дней.
Второй компонент представляет собой звезду главной последовательности спектрального класса F0 V. Также на некотором отдалении есть две другие звезды спектрального класса G, которые могут как быть, так и не быть физически связанными с системой Эты Пегаса.